# Gorgidas
Gorgidas (altgriechisch: Γοργίδας) war der erste bekannte thebanische Militärführer der Heiligen Schar von Theben um 378 v. Chr.
Plutarch erwähnt Gorgidas in seinem Leben des Pelopidas zum ersten Mal, als der pro-spartanische Polemarch Leontidas mit einem spartanischen Heer die Macht übernahm und die pro-athenischen Aristokraten und Unterstützer zwang, Theben 382 v. Chr. endgültig zu verlassen. Später kehrten sie 379–378 v. Chr. zurück, um ihre Stadt zurückzuerobern und die Tyrannen zu töten. Auch im Leben des Pelopidas schreibt Plutarch Gorgidas die Gründung der Heiligen Schar zu, die er zunächst in den vorderen Reihen der regulären Infanterie verteilte, um so den Mut zu fördern. Später wurden sie jedoch von Pelopidas als eine Einheit aufgestellt, um ihre Tapferkeit besser zur Geltung zu bringen.

## Kulturelle Bezüge
- Im Videssos-Zyklus von Harry Turtledove taucht als Hauptfigur ein griechischer Arzt namens Gorgidas auf, der viele Gemeinsamkeiten mit den Männern der Heiligen Schar von Theben aufweist.
- In dem Buch My Fair Captain von J. L. Langley basiert die Gesellschaft, um die es hauptsächlich geht, auf der Sacred Band of Thebes, in der Gorgidas erwähnt wird, und bezieht ihre Wurzeln daraus.